# Classe Imperieuse
Pour les articles homonymes, voir Impérieuse.
La classe Imperieuse fut la deuxième classe de croiseurs cuirassés construite au Royaume-Uni à la fin du XIXe siècle pour servir dans la Royal Navy. Elle fut la dernière de ce type à porter un gréement de voilier à deux-mâts.

## Histoire
Le HMS Imperieuse fut le navire-amiral de l' Escadre de Chine de 1889 à 1894. Il rejoignit l' Escadre du Pacifique entre 1896 et 1899. Il fut rebaptisé Sapphire II et reclassé comme navire-atelier  des destroyers au port de Portland. Il reprit son nom de Imperieuse en juin 1909. 

Il fut vendu en 1913 pour être démantelé.

Le HMS Warspite fut le navire-amiral de l' Escadre du Pacifique entre 1890 et 1893. Puis il resta en service de garde au port de Queenstown jusqu'à 1896. De 1896 à 1899 il a de nouveau servi du vaisseau amiral de l' Escadre du Pacifique.

Il fut vendu en 1904 et détruit en 1905.

## Les unités de la classe
| Nom            | Lancement        | Armement       | Chantier naval             | Fin de carrière                            | Photo |
| -------------- | ---------------- | -------------- | -------------------------- | ------------------------------------------ | ----- |
| HMS Imperieuse | 18 décembre 1883 | septembre 1886 | HMNB Portsmouth Portsmouth | vendu le 24 septembre 1913 pour démolition |       |
| HMS Warspite   | 29 janvier 1884  | juin 1888      | Chatham Dockyard Chatham   | vendu le 4 avril 1905 pour démolition      |       |